# Fabryka Żarówek „Helios”
Fabryka Żarówek „Helios” – przedsiębiorstwo założone w 1933 roku w celu wytwarzania żarówek. Początkowa nazwa to Fabryka Lamp Żarowych „HELIOS”. Firma specjalizuje się w produkcji oświetlenia oraz artykułów oświetleniowych. Siedzibą przedsiębiorstwa są Katowice w województwie śląskim.

## Historia
Fabryka Lamp Żarowych „HELIOS” powstała w 1933 roku z inicjatywy Romana i Herminy Frischer oraz Maurycego Weissberga. Dzięki dobrym jakościowo produktom fabryka mogła konkurować z międzynarodowymi kartelami. W 1939 roku park maszynowy złożony był z urządzeń firm, takich jak Brückner, Pfeifer oraz Gladitz. Na potrzeby fabryki pracowały dwie huty szkła oraz fabryka opakowań tekturowych. Rozwój przedsiębiorstwa został zatrzymany przez wybuch wojny.
Po wojnie zakład upaństwowiono, a w 1950 roku zmodernizowano fabrykę. W nowej hali zamontowano linie produkcyjne firm Philips oraz Tungsram. W 1970 roku Fabryka Żarówek „Helios” została wcielona do państwowego kombinatu lampowego. Nazwa fabryki kilkakrotnie uległa zmianie. W 2003 roku uzyskała certyfikat ISO 9001, a 17 listopada 2011 roku udziałowcem Fabryki Żarówek „HELIOS” została ISKRA P.S.A.

## Misja
Fabryka Żarówek „Helios” dąży do tego, by spełniać oczekiwania związane z bezpieczeństwem eksploatacji oraz rygorami ekologicznymi. Spółka w celu kontrolowania jakości oferowanych produktów wdraża również produkcję nowej generacji energooszczędnego oświetlenia.

## Działania
Fabryka wyprodukowała paski LED, które znalazły się w Zimowym Wesołym Miasteczku, zaprojektowała i wykonała oświetlenie Planetarium Śląskiego w Chorzowie oraz oświetliła Diabelski Młyn w Wesołym Miasteczku.